# Astragalus fresenii
Astragalus fresenii es una especie de planta del género Astragalus, de la familia de las leguminosas, orden Fabales.

## Distribución
Astragalus fresenii se distribuye por la península del Sinaí.

## Taxonomía
Fue descrita científicamente por Decaisne. Fue publicada en Ann. Sci. Nat., Bot., sér. 2, 3: 266 (1835).